# Турнир претендентов по международным шашкам 1970
Турнир претендентов 1970 года («Challenge Mondial 1970») — шашечный турнир, по результатам которого был определён соперник чемпиона мира по международным шашкам Андриса Андрейко в матче, предполагавшемся к проведению в 1971 году (проведенном в итоге в 1972 году). Турнир проходил с 9 по 20 июня 1970 года в Монте-Карло (Монако). Изначально предполагалось, что турнир пройдет в один круг с участием двенадцати игроков: одиннадцати национальных чемпионов и персонально приглашенного в турнир экс-чемпиона мира Исера Купермана, проигравшего матч за звание чемпиона мира 1969 года. В связи с тем, что на турнир не приехали Р. Руберл (Австрия), Р. Сен-Фор (США) и Л. Рейман (Чехословакия), регламент был изменён, и турнир был проведен в два круга с участием девяти игроков. Победил в турнире и получил право на матч за звание чемпиона мира гроссмейстер Исер Куперман. Второй призёр турнира, Тон Сейбрандс набрал равное с Куперманом количество очков, но отстал от него по коэффициенту Бергера. Третье место в турнире занял чемпион СССР Анатолий Гантварг.

## Итоги
| Место | Спортсмен         | Страна     | 1   | 2   | 3   | 4   | 5   | 6   | 7   | 8   | 9   | Игры | Выигр. | Ничьи | Пораж. | Очки | Коэфф. Бергера |
| ----- | ----------------- | ---------- | --- | --- | --- | --- | --- | --- | --- | --- | --- | ---- | ------ | ----- | ------ | ---- | -------------- |
| 1     | Исер Куперман     | СССР       |     | 1   | 2   | 1   | 2 1 | 2 1 | 2 1 | 1 2 | 2   | 16   | 8      | 8     | 0      | 24   | 341            |
| 2     | Тон Сейбрандс     | Нидерланды | 1   |     | 1   | 1   | 2 1 | 2 1 | 2   | 2   | 2   | 16   | 8      | 8     | 0      | 24   | 316            |
| 3     | Анатолий Гантварг | СССР       | 0   | 1   |     | 1   | 2 1 | 2   | 2   | 2   | 2   | 16   | 9      | 5     | 2      | 23   | 283            |
| 4     | Мишель Изар       | Франция    | 1   | 1   | 1   |     | 1   | 2 1 | 2 1 | 1 2 | 2   | 16   | 5      | 11    | 0      | 21   | 286            |
| 5     | Марино Салетник   | Италия     | 0 1 | 0 1 | 0 1 | 1   |     | 1   | 1   | 1 2 | 2   | 16   | 3      | 10    | 3      | 16   | 199            |
| 6     | Ян Казимир        | Швейцария  | 0 1 | 0 1 | 0   | 0 1 | 1   |     | 1   | 0 2 | 2   | 16   | 3      | 7     | 6      | 13   | 153            |
| 7     | Р. Рамшаран       | Суринам    | 0 1 | 0   | 0   | 0 1 | 1   | 1   |     | 1 2 | 1 2 | 16   | 2      | 8     | 6      | 12   | 137            |
| 8     | Энтони Слаби      | Бельгия    | 1 0 | 0   | 0   | 1 0 | 1 0 | 2 0 | 1 0 |     | 2 1 | 16   | 2      | 5     | 9      | 9    | 107            |
| 9     | Анже Аглиарди     | Монако     | 0   | 0   | 0   | 0   | 0   | 0   | 1 0 | 0 1 |     | 16   | 0      | 2     | 14     | 2    | 36             |

## Партии между Куперманом и Гантваргом
Решающее значение для итогов турнира сыграли две партии между советскими участниками. Благодаря двум победам над занявшим третье место А. Гантваргом И. Куперман смог опередить Т. Сейбрандса по коэффициенту Бергера. В 1970 году Гантварг так прокомментировал результаты этих партий в интервью для рижского журнала «Шашки»:
В партиях с Куперманом я избрал неправильную тактику. Если игру "или пан, или пропал" во второй партии ещё можно оправдать, то аналогичный настрой в первом круге я не могу объяснить себе и по сей день.
В своей книге 1984 года «Судьба чемпиона» И. Куперман рассказывает, что накануне первой партии между ним и Гантваргом руководитель советской делегации Мила Попович потребовала, чтобы один советский участник проиграл другому с целью гарантированно не допустить победы в турнире голландского гроссмейстера Тона Сейбрандса.
Мила созвала узкое совещание, на котором присутствовали оба участника турнира – Гантварг и я, наш секундант – чемпион мира Андрис Андрейко, и она. Мила подняла тот же вопрос: кто-то из нас должен победить, а другой – проиграть.
Наступило тяжелое молчание. Наконец, мастер компромисса Андрейко предлагает выход. Перед началом завтрашней партии участники вытаскивают по жребию запечатанный конверт с одним словом – «победа» либо «поражение», кладут его, не читая, себе в карман и спокойно садятся играть.
Если кто-то из нас по логике игры поведет партию в выигрышу, пусть он выигрывает партию. Но если мы в ходе партии увидим, что дело клонится к ничьей, мы по сигналу Андрейко выходим в туалет, знакомимся с содержимым конверта и, в соответствии со жребием, ведем дело к выигрышу того из нас, кто вытащил бумажку со словами «победа».
После непродолжительной дискуссии это предложение было принято.
На следующее утро, вытащив из шапки Андрейко и положив в карманы запечатанные конверты, мы уселись за столики и начали играть.
Вскоре я заметил, что Анатолий играет несколько рискованно, допустил связку своего правого фланга, что, пожалуй, было неосмотрительно. У меня появились очень интересные контрвозможности. Я увлекся игрой, забыл обо всем вокруг и с каждым ходом наращивал свое преимущество, доведя эту партию до победы. И только тогда, когда были остановлены часы и Гантварг признал свое поражение, я вспомнил о конверте.
Тихонько удалившись, я вскрыл конверт, вытащил бумажку и прочел приятное слово «победа». 
И тогда мне стало ясным поведение Гантварга. Не выдержав взаимной договоренности, он сразу вскрыл свой конверт и, увидев в нем слово «поражение», решил изменить намеченный план игры и пойти ва-банк, надеясь рискованной, свободной манерой запутать меня в хитрых ловушках и необычных построениях, попробовать выиграть до того, как я вскрою свой конверт. Но этот план был опровергнут и, таким образом, я выдвинулся вперед.
Анатолий Гантварг в интервью 2006 года прокомментировал этот фрагмент из книги Купермана следующим образом:
...если бы я сделал 2 ничьи с Куперманом, в Монако, то турнир выиграл бы я, а не Сейбрандс, и никого Сейбрандс ни в чём не обвинял.
Гантварг утверждает, что во время партий с ним Куперман пользовался подсказками посредством жестов со стороны Андрейко.